# Lim Young-Ho
Lim Young-Ho (25 de noviembre de 1972) es un deportista surcoreano que compitió en taekwondo. Ganó una medalla de oro en el Campeonato Mundial de Taekwondo de 1993, y una medalla de oro en el Campeonato Asiático de Taekwondo de 1992.

## Palmarés internacional
| Campeonato Mundial  | Campeonato Mundial          | Campeonato Mundial | Campeonato Mundial |
| Año                 | Lugar                       | Medalla            | Categoría          |
| ------------------- | --------------------------- | ------------------ | ------------------ |
| 1993                | Nueva York (Estados Unidos) | Medalla de oro     | –76 kg             |
| Campeonato Asiático |                             |                    |                    |
| Año                 | Lugar                       | Medalla            | Categoría          |
| 1992                | Kuala Lumpur (Malasia)      | Medalla de oro     | –76 kg             |